# Dimitri Reinderman
Dimitri Reinderman (Hoorn, 12 augustus 1972) is een Nederlandse schaker met FIDE-rating 2573 in 2017. In 1993 werd hij meester, in 1998 grootmeester (GM). In 2013 werd hij Nederlands kampioen schaken. In 2010, 2014, 2015, 2023 en 2024 won hij het NK Fischer Random Chess. 

## Biografie
Reinderman woont in Amsterdam en was jarenlang actief in De Digitale Metro, een virtuele wereld die ontstond bij De Digitale Stad. Hij viel enige tijd op door zijn kleurrijke kapsels en maakt ook schaakfoto's waarvan er ettelijke op Wikipedia te zien zijn.
Tot 2007 was Reinderman semi-prof. Nadat zijn baan bij een internetprovider niet verlengd werd, maakte hij van de nood een deugd en werd fulltime prof.
In 2007 werd hij gedeeld 1e-5e op het elfde OGD rapid-toernooi in Delft, dat op weerstandspunten werd gewonnen door Andrej Orlov.
Reinderman heeft een goede score tegen wereldkampioenen: 1.5 uit 3 tegen Vladimir Kramnik, 1 uit 2 tegen Veselin Topalov en 1.5 uit 2 tegen Rustam Kasimdzjanov.

## Palmares
1987
- Open Nederlands Jeugdschaak Kampioenschap (B-groep)

1989
- Open Nederlands Jeugdschaak Kampioenschap

1992
- EK Jeugd Sas van Gent [4]
- WK Jeugd Buenos Aires
- DD Weekendtoernooi, Den Haag

1993
- AKN Weekendtoernooi, Haarlem

1995
- Zwols Weekendtoernooi
- Nederlands kampioenschap schaken 1995

1998
- Hoogovens-toernooi (B-groep), Wijk aan Zee
- Schaaktoernooi Hoogeveen
- 8e in de A-groep, op het 6e Lost Boys Toernooi in Antwerpen.[5]
- Rabobank snelschaaktoernooi[6]

2007
- Cultural Village Tournament, Wijk aan Zee

2008
- /4e Corus-toernooi (C-groep), Wijk aan Zee
- Nederlands kampioenschap schaken, Hilversum

2009
- Prinsenstad-toernooi, Delft
- BSG Pinkstertoernooi, Bussum
- /4e Nederlands kampioenschap schaken, Haaksbergen

2010
- Prinsenstad-toernooi, Delft
- BSG Pinkstertoernooi, Bussum

2011
- OKU, Utrecht

2012
- Hogeschool Zeeland Schaaktoernooi, Vlissingen

2013
- BSG Pinkstertoernooi, Bussum
- Nederlands kampioenschap schaken, Amsterdam

2015
- Batavia Schaaktoernooi, Amsterdam
- Open Nederlands Kampioenschap schaken, Dieren

2016
- 5e op het Open Johan van Mil snelschaaktoernooi (gewonnen door Benjamin Bok)[7]

2020
- Batavia Schaaktoernooi, Amsterdam

2022
- Kees Besselink c4-toernooi, Amsterdam